# Bartolomeo Panizza
Pour les articles homonymes, voir Panizza.

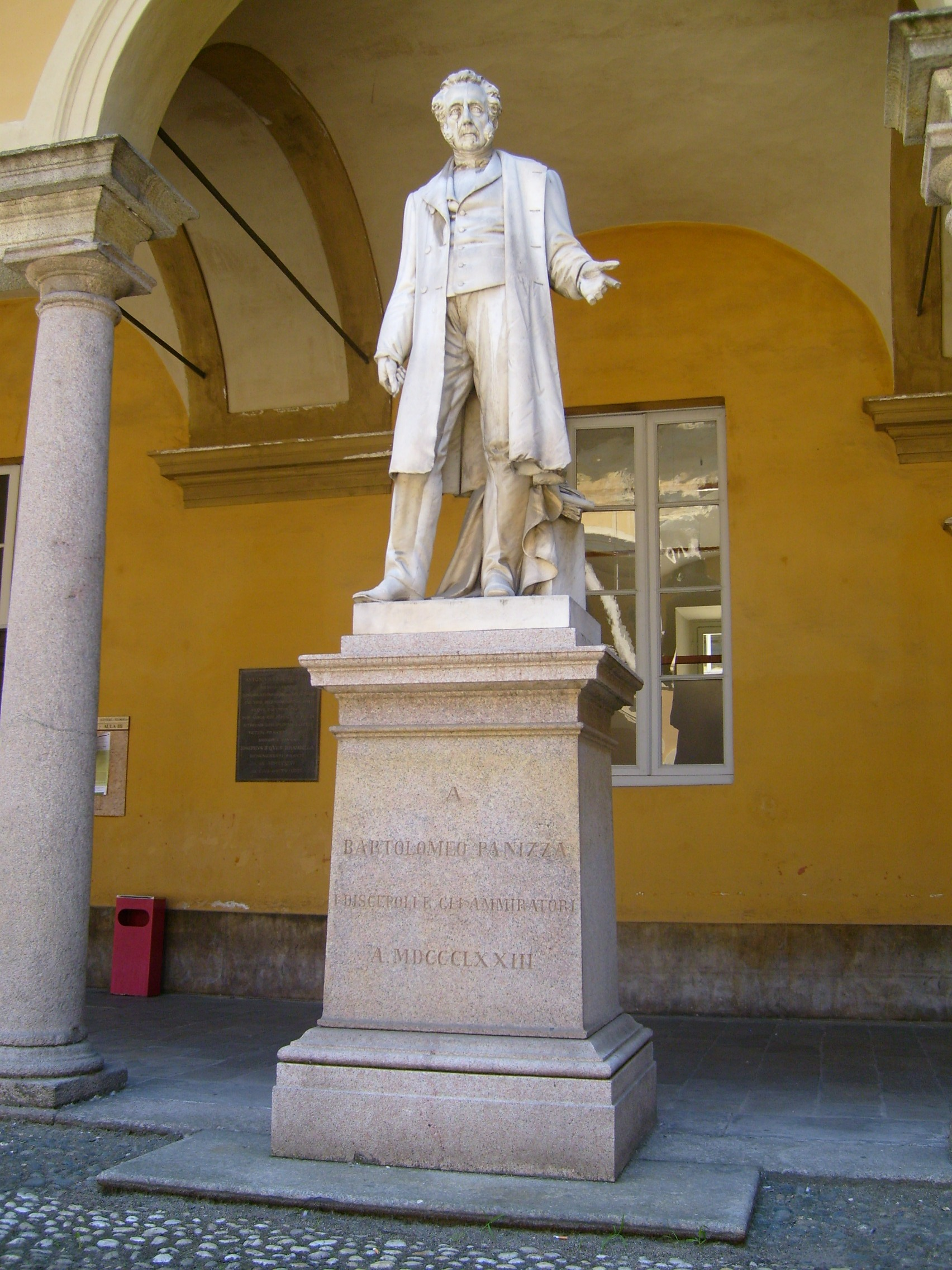
Statue de Bartolomeo Panizza à l'Université de Pavie

Bartolomeo Panizza (17 août 1785-17 avril 1867) est un anatomiste italien originaire de Vicence. Initialement diplômé en Chirurgie à Padoue, il poursuit ses études  à Bologne et Pavie. À la suite de quoi, il est devient professeur à l'Université de Pavie en 1809 et commence à travailler avec Antonio Scarpa.
Il sert comme chirurgien durant la Campagne de Russie puis retourne à Pavie, ou dès lors il enseignera, et jusqu'à sa mort.

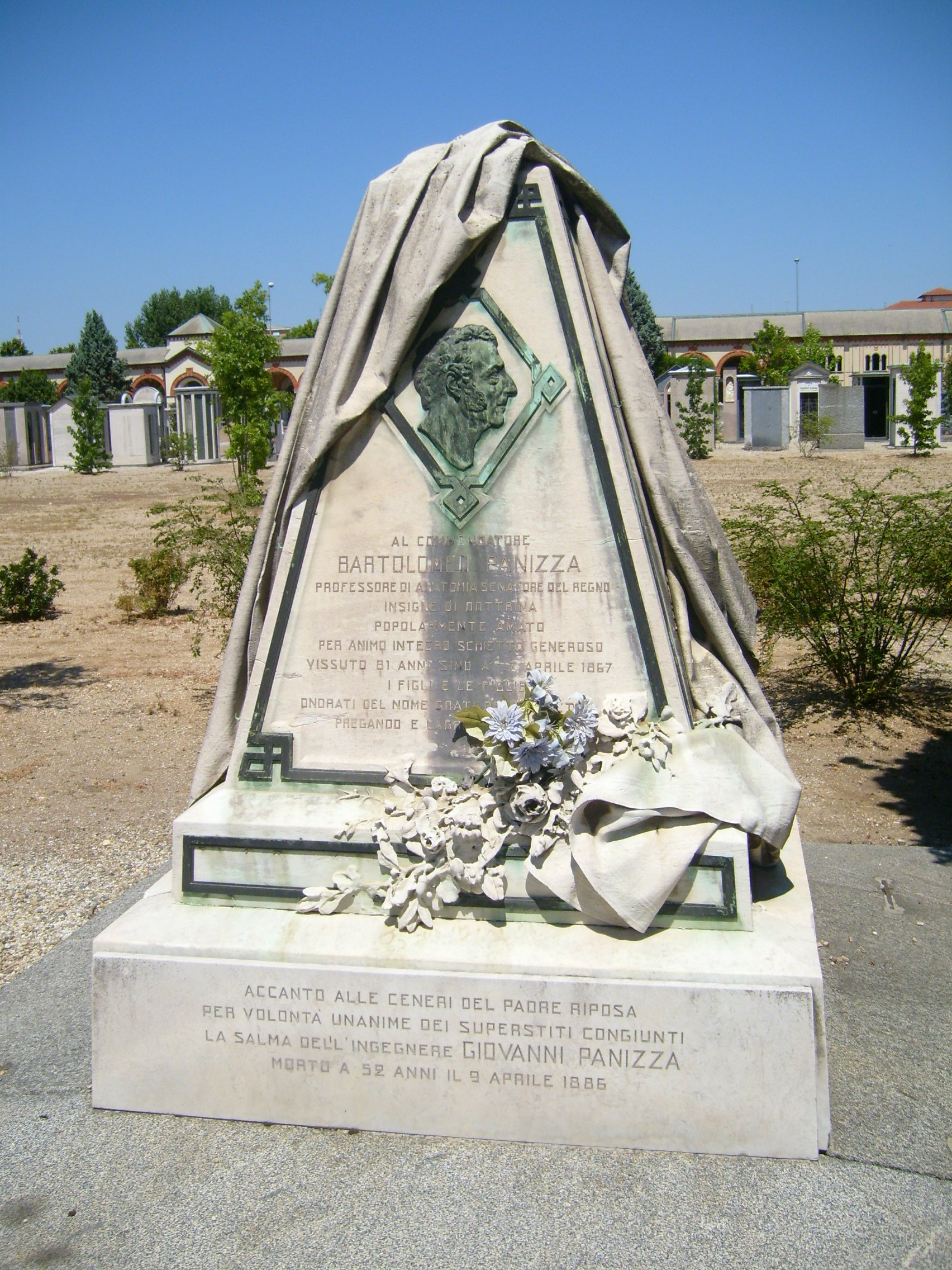
Tombe de Bartolomeo Panizza à Pavie

## Son œuvre
Il décrit également le système lymphatique humain et animal, et en 1833, il décrit le foramen de Panizza, une des deux particularités des cœurs des crocodiliens, ce conduit fait communiquer l’aorte droite et l’aorte gauche à leur départ des ventricules.
Panizza est le premier médecin à découvrir que le cortex postérieur était le centre de la vision et publie ses conclusions en 1855 dans un traité nommé Osservazioni sul nervo ottico (littéralement de l'italien « Observations sur le nerf optique »). Cette découverte restera dans l'ombre plusieurs années durant, jusqu'à ce que l'on se rende compte de l'importance de la découverte à la suite des travaux de Paul Broca.

## Autre hommage
Le plexus de Panizza sont deux plexus des vaisseaux lymphatiques dans les fosses latérales du frenulum du prépuce.